# NGC 2454
NGC 2454 je galaksija u zviježđu Blizancima.

## Vanjske poveznice
- SEDS: NGC 2454